# Primera División de España 1955-56
La temporada 1955/56 de la Primera División de España de fútbol corresponde a la 25ª edición del campeonato y se disputó entre el 11 de septiembre de 1955 y el 22 de abril de 1956.
El Athletic club de Bilbao se proclamó campeón y se clasificó por primera vez para la Copa de Europa.

## Clubes participantes
Esta temporada 16 equipos participaron en la Primera División de España. La Cultural y Deportiva Leonesa y el Real Murcia, como campeones de los Grupos Norte y Sur, respectivamente, de Segunda División, reemplazaron a los descendidos CD Málaga y Real Santander. Para los leoneses esta fue su primera y hasta la fecha única participación en Primera División.
| Equipo                           | Ciudad                     | Estadio           | Aforo  |
| -------------------------------- | -------------------------- | ----------------- | ------ |
| Club Deportivo Alavés            | Vitoria                    | Mendizorroza      | 10.400 |
| Atlético de Bilbao               | Bilbao                     | San Mamés         | 40.400 |
| Club Atlético de Madrid          | Madrid                     | Metropolitano     | 56.717 |
| Club de Fútbol Barcelona         | Barcelona                  | Las Corts         | 46.000 |
| Real Club Celta                  | Vigo                       | Balaidos          | 15.850 |
| Cultural y Deportiva Leonesa     | León                       | La Puentecilla    | 12.844 |
| Real Club Deportivo de La Coruña | La Coruña                  | Riazor            | 22.182 |
| Real Club Deportivo Español      | Barcelona                  | Sarriá            | 30.000 |
| Hércules Club de Fútbol          | Alicante                   | La Viña           | 14.024 |
| Unión Deportiva Las Palmas       | Las Palmas de Gran Canaria | Insular           | 12.000 |
| Club Real Murcia                 | Murcia                     | La Condomina      | 8.000  |
| Real Madrid Club de Fútbol       | Madrid                     | Santiago Bernabéu | 90.123 |
| Real Sociedad de Fútbol          | San Sebastián              | Atocha            | 21.650 |
| Sevilla Club de Fútbol           | Sevilla                    | Nervión           | 30.000 |
| Valencia Club de Fútbol          | Valencia                   | Mestalla          | 51.653 |
| Real Valladolid Deportivo        | Valladolid                 | Municipal         | 16.555 |

Fuente: Anuario de la RFEF

La Cultural y Deportiva Leonesa inauguró el 23 de octubre de 1955 el Estadio de La Puentecilla.

## Sistema de competición
El torneo estuvo organizado por la Federación Española de Fútbol.
Como en la temporada precedente, participaron 16 equipos de toda la geografía española, encuadrados en un grupo único. Siguiendo un sistema de liga, se enfrentaron todos contra todos en dos ocasiones -una en campo propio y otra en campo contrario- durante un total de 30 jornadas. El orden de los encuentros se decidió por sorteo antes de empezar la competición.
La clasificación se estableció a razón del siguiente sistema de puntuación: dos puntos para el equipo vencedor de un partido, un punto para cada contendiente en caso de empate y cero puntos para el perdedor de un partido. El equipo que más puntos sumó se proclamó campeón de liga y obtuvo la clasificación para la Copa de Campeones de Europa organizada por la UEFA.
Los dos últimos clasificados fueron descendidos directamente a la Segunda División de España para la siguiente temporada, siendo reemplazados por los dos campeones de grupo de dicha categoría. Por su parte, los clasificados en 13.ª y 14.ª posición se vieron obligados a disputar una promoción con el segundo y tercer clasificado de cada grupo de la Segunda División. Dicha promoción se jugó en un formato de liguilla, todos contra todos a doble partido, siendo los dos primeros clasificados los que obtuvieron plaza para la siguiente temporada en Primera División.

## Desarrollo

### Clasificación
| Pos. | Equipo                    | Pts. | PJ | G  | E | P  | GF | GC | Dif. | Clasificación                     |
| ---- | ------------------------- | ---- | -- | -- | - | -- | -- | -- | ---- | --------------------------------- |
| 1    | Atlético de Bilbao (C)    | 48   | 30 | 22 | 4 | 4  | 79 | 31 | +48  | Clasifica a la Copa de Europa     |
| 2    | C. F. Barcelona           | 47   | 30 | 22 | 3 | 5  | 67 | 26 | +41  | Clasifica a la Copa de Ferias     |
| 3    | Real Madrid C. F.         | 38   | 30 | 18 | 2 | 10 | 81 | 39 | +42  | Clasifica a la Copa de Europa     |
| 4    | Sevilla C. F.             | 36   | 30 | 17 | 2 | 11 | 75 | 44 | +31  |                                   |
| 5    | Atlético de Madrid        | 33   | 30 | 14 | 5 | 11 | 75 | 49 | +26  |                                   |
| 6    | Valencia C. F.            | 32   | 30 | 13 | 6 | 11 | 58 | 50 | +8   |                                   |
| 7    | R. C. D. Español          | 31   | 30 | 14 | 3 | 13 | 50 | 56 | −6   |                                   |
| 8    | Real Sociedad             | 30   | 30 | 11 | 8 | 11 | 48 | 53 | −5   |                                   |
| 9    | Real Valladolid           | 30   | 30 | 13 | 4 | 13 | 52 | 55 | −3   |                                   |
| 10   | R. C. Celta de Vigo       | 27   | 30 | 12 | 3 | 15 | 52 | 75 | −23  |                                   |
| 11   | U. D. Las Palmas          | 26   | 30 | 11 | 4 | 15 | 49 | 60 | −11  |                                   |
| 12   | R. C. Deportivo La Coruña | 26   | 30 | 11 | 4 | 15 | 60 | 80 | −20  |                                   |
| 13   | Real Murcia (D)           | 25   | 30 | 10 | 5 | 15 | 46 | 66 | −20  | Acceso a Promoción de permanencia |
| 14   | Deportivo Alavés (D)      | 24   | 30 | 9  | 6 | 15 | 49 | 73 | −24  | Acceso a Promoción de permanencia |
| 15   | Cultural Leonesa (D)      | 14   | 30 | 5  | 4 | 21 | 34 | 65 | −31  | Descenso a Segunda División       |
| 16   | Hércules C. F. (D)        | 13   | 30 | 5  | 3 | 22 | 33 | 86 | −53  | Descenso a Segunda División       |

 Fuente: BDFutbol
Criterios de clasificación: Puntos · Diferencia de goles · Goles a favor · Play-off
Notas:
1. ↑  El Fútbol Club Barcelona disputó esta temporada la Copa de Ferias. La competición no era de caracter anual, sino que la primera edición de la Copa de Ferias duró 3 temporadas, de 1955 a 1958.
2. ↑  El Real Madrid se clasificó para la Copa de Europa como campeón de la competición.

### Evolución de la clasificación
| Equipo / Jornada       | 01 | 02 | 03 | 04 | 05 | 06 | 07 | 08 | 09 | 10 | 11 | 12 | 13 | 14 | 15 | 16 | 17 | 18 | 19 | 20 | 21 | 22 | 23 | 24 | 25 | 26 | 27 | 28 | 29 | 30 |
| ---------------------- | -- | -- | -- | -- | -- | -- | -- | -- | -- | -- | -- | -- | -- | -- | -- | -- | -- | -- | -- | -- | -- | -- | -- | -- | -- | -- | -- | -- | -- | -- |
| Atlético de Bilbao     | 2  | 4  | 4  | 5  | 4  | 2  | 2  | 2  | 2  | 1  | 1  | 1  | 1  | 1  | 1  | 1  | 1  | 1  | 1  | 1  | 1  | 1  | 2  | 1  | 2  | 2  | 2  | 1  | 1  | 1  |
| CF Barcelona           | 8  | 3  | 3  | 2  | 1  | 1  | 1  | 1  | 1  | 2  | 2  | 2  | 2  | 2  | 2  | 2  | 2  | 2  | 2  | 2  | 2  | 2  | 1  | 2  | 1  | 1  | 1  | 2  | 2  | 2  |
| Real Madrid            | 12 | 10 | 12 | 8  | 12 | 9  | 9  | 11 | 8  | 6  | 4  | 4  | 6  | 3  | 3  | 3  | 3  | 3  | 3  | 3  | 3  | 3  | 3  | 3  | 3  | 3  | 3  | 3  | 3  | 3  |
| Sevilla CF             | 15 | 9  | 5  | 3  | 6  | 3  | 4  | 4  | 5  | 4  | 7  | 6  | 4  | 5  | 4  | 4  | 5  | 4  | 4  | 4  | 4  | 4  | 4  | 4  | 4  | 4  | 4  | 4  | 4  | 4  |
| Atlético de Madrid     | 1  | 2  | 2  | 4  | 3  | 6  | 3  | 3  | 4  | 8  | 6  | 9  | 7  | 7  | 8  | 5  | 7  | 8  | 7  | 7  | 5  | 5  | 5  | 5  | 5  | 5  | 5  | 5  | 5  | 5  |
| Valencia CF            | 13 | 5  | 8  | 6  | 10 | 11 | 12 | 10 | 11 | 9  | 11 | 10 | 8  | 8  | 9  | 6  | 8  | 5  | 5  | 5  | 6  | 8  | 6  | 6  | 7  | 6  | 6  | 6  | 6  | 6  |
| RCD Español            | 7  | 11 | 6  | 9  | 5  | 7  | 6  | 7  | 10 | 7  | 5  | 5  | 5  | 6  | 7  | 10 | 6  | 10 | 11 | 9  | 10 | 9  | 9  | 8  | 8  | 8  | 9  | 7  | 8  | 7  |
| Real Sociedad          | 11 | 14 | 7  | 11 | 8  | 8  | 7  | 9  | 6  | 5  | 10 | 7  | 9  | 9  | 6  | 9  | 9  | 11 | 9  | 12 | 9  | 11 | 10 | 10 | 10 | 9  | 8  | 8  | 9  | 8  |
| Real Valladolid        | 10 | 6  | 10 | 7  | 7  | 4  | 5  | 5  | 7  | 10 | 8  | 11 | 10 | 11 | 12 | 11 | 11 | 9  | 10 | 8  | 8  | 7  | 8  | 7  | 6  | 7  | 7  | 9  | 7  | 9  |
| Celta de Vigo          | 4  | 12 | 14 | 10 | 13 | 10 | 11 | 12 | 12 | 12 | 9  | 8  | 11 | 10 | 10 | 12 | 10 | 7  | 8  | 10 | 12 | 10 | 12 | 12 | 12 | 12 | 11 | 10 | 12 | 10 |
| UD Las Palmas          | 5  | 1  | 1  | 1  | 2  | 5  | 8  | 6  | 3  | 3  | 3  | 3  | 3  | 4  | 5  | 7  | 4  | 6  | 6  | 6  | 7  | 6  | 7  | 9  | 9  | 10 | 12 | 11 | 14 | 11 |
| Deportivo de La Coruña | 9  | 16 | 9  | 13 | 9  | 13 | 10 | 8  | 9  | 12 | 12 | 12 | 12 | 12 | 11 | 8  | 12 | 12 | 13 | 13 | 13 | 13 | 13 | 14 | 14 | 13 | 13 | 13 | 10 | 12 |
| Real Murcia            | 6  | 7  | 11 | 14 | 15 | 15 | 16 | 16 | 15 | 15 | 15 | 15 | 14 | 15 | 14 | 14 | 14 | 14 | 14 | 14 | 14 | 14 | 14 | 13 | 13 | 14 | 14 | 14 | 11 | 13 |
| CD Alavés              | 14 | 15 | 16 | 12 | 14 | 12 | 13 | 14 | 13 | 13 | 13 | 13 | 13 | 13 | 13 | 13 | 13 | 13 | 12 | 11 | 11 | 12 | 11 | 11 | 11 | 11 | 10 | 12 | 13 | 14 |
| Cultural Leonesa       | 3  | 8  | 13 | 15 | 11 | 14 | 14 | 13 | 14 | 14 | 14 | 14 | 15 | 14 | 15 | 15 | 15 | 15 | 15 | 15 | 15 | 15 | 15 | 15 | 15 | 15 | 15 | 15 | 15 | 15 |
| Hércules CF            | 16 | 13 | 15 | 16 | 16 | 16 | 15 | 15 | 16 | 16 | 16 | 16 | 16 | 16 | 16 | 16 | 16 | 16 | 16 | 16 | 16 | 16 | 16 | 16 | 16 | 16 | 16 | 16 | 16 | 16 |

### Promoción de permanencia
| Pos. | Equipo                      | Pts. | PJ | G | E | P | GF | GC | Dif. | Clasificación               |
| ---- | --------------------------- | ---- | -- | - | - | - | -- | -- | ---- | --------------------------- |
| 1    | S. D. España Industrial (A) | 15   | 10 | 7 | 1 | 2 | 21 | 15 | +6   | Asciende a Primera División |
| 2    | Real Zaragoza (A)           | 12   | 10 | 5 | 2 | 3 | 18 | 13 | +5   | Asciende a Primera División |
| 3    | Real Oviedo C. F.           | 12   | 10 | 6 | 0 | 4 | 23 | 22 | +1   |                             |
| 4    | Real Murcia C. F. (D)       | 11   | 10 | 5 | 1 | 4 | 21 | 18 | +3   | Descenso a Segunda División |
| 5    | Real Betis                  | 6    | 10 | 2 | 2 | 6 | 21 | 22 | −1   |                             |
| 6    | Deportivo Alavés (D)        | 4    | 10 | 1 | 2 | 7 | 10 | 24 | −14  | Descenso a Segunda División |

 Fuente: Resultados Fútbol
Criterios de clasificación: Puntos · Diferencia de goles · Goles a favor · Play-off
Notas:
1. ↑  El España Industrial renunció a su condición de filial del FC Barcelona para poder disputar la temporada siguiente en Primera División, bajo el nombre de CD Condal.

| Local \ Visitante       | ALV | BET | ESI | MUR | OVI | ZAR |
| ----------------------- | --- | --- | --- | --- | --- | --- |
| Deportivo Alavés        | —   | 1–1 | 2–3 | 1–0 | 1–3 | 1–2 |
| Real Betis              | 6–0 | —   | 1–2 | 0–1 | 4–5 | 3–1 |
| S. D. España Industrial | 3–1 | 3–2 | —   | 2–1 | 6–1 | 1–0 |
| Real Murcia C. F.       | 3–2 | 5–1 | 1–1 | —   | 4–1 | 4–3 |
| Real Oviedo C. F.       | 2–0 | 3–2 | 5–0 | 3–0 | —   | 0–1 |
| Real Zaragoza           | 1–1 | 1–1 | 1–0 | 4–2 | 4–0 | —   |

## Resultados
| Local \ Visitante         | ALV | ATH | ATM | BAR | CEL | CUL | DEP | ESP | HER | LAS | MUR | RMA | RSO | SEV | VAL | VLD |
| ------------------------- | --- | --- | --- | --- | --- | --- | --- | --- | --- | --- | --- | --- | --- | --- | --- | --- |
| Deportivo Alavés          | —   | 0–3 | 0–0 | 1–3 | 5–1 | 1–0 | 4–2 | 2–0 | 4–0 | 2–0 | 5–2 | 1–3 | 1–1 | 2–1 | 3–3 | 3–0 |
| Atlético de Bilbao        | 3–2 | —   | 2–1 | 1–0 | 4–0 | 3–0 | 2–2 | 2–1 | 3–1 | 5–0 | 7–1 | 3–1 | 3–0 | 6–1 | 4–2 | 3–0 |
| Atlético de Madrid        | 8–1 | 2–3 | —   | 0–2 | 3–2 | 6–1 | 4–1 | 5–0 | 9–0 | 1–1 | 4–0 | 1–0 | 4–5 | 4–1 | 3–1 | 3–1 |
| C. F. Barcelona           | 3–1 | 1–2 | 2–2 | —   | 2–1 | 4–0 | 4–1 | 1–0 | 6–4 | 4–0 | 1–0 | 2–0 | 2–0 | 3–1 | 4–2 | 2–0 |
| R. C. Celta de Vigo       | 3–0 | 2–0 | 2–2 | 0–0 | —   | 3–2 | 4–1 | 2–3 | 2–1 | 3–0 | 1–3 | 3–1 | 2–0 | 3–1 | 2–0 | 3–0 |
| Cultural Leonesa          | 4–1 | 1–3 | 2–4 | 0–1 | 4–1 | —   | 1–2 | 0–1 | 3–1 | 1–2 | 0–1 | 0–4 | 0–0 | 0–4 | 3–0 | 0–0 |
| R. C. Deportivo La Coruña | 5–3 | 2–2 | 3–0 | 0–7 | 5–0 | 4–3 | —   | 3–1 | 3–0 | 1–2 | 2–0 | 0–2 | 5–0 | 3–2 | 3–3 | 1–1 |
| R. C. D. Español          | 6–0 | 0–1 | 4–1 | 0–3 | 6–1 | 1–1 | 3–2 | —   | 2–0 | 2–2 | 1–0 | 2–1 | 3–0 | 2–1 | 0–1 | 4–2 |
| Hércules C. F.            | 1–1 | 0–3 | 0–2 | 2–3 | 0–2 | 3–1 | 5–1 | 1–1 | —   | 0–5 | 2–1 | 0–4 | 1–1 | 1–4 | 4–0 | 2–0 |
| U. D. Las Palmas          | 2–1 | 1–1 | 1–1 | 0–1 | 2–1 | 1–2 | 5–0 | 1–2 | 6–1 | —   | 2–0 | 1–3 | 2–0 | 2–3 | 2–0 | 3–2 |
| Real Murcia C. F.         | 3–3 | 2–1 | 1–0 | 0–1 | 2–2 | 3–1 | 5–4 | 2–3 | 3–1 | 2–1 | —   | 1–1 | 6–2 | 2–0 | 0–0 | 0–1 |
| Real Madrid C. F.         | 5–0 | 2–1 | 3–2 | 2–1 | 8–3 | 2–1 | 1–2 | 7–1 | 4–1 | 6–0 | 7–1 | —   | 2–0 | 3–4 | 1–0 | 5–1 |
| Real Sociedad             | 1–1 | 2–2 | 3–1 | 1–2 | 2–1 | 2–1 | 3–1 | 5–0 | 2–0 | 4–2 | 3–3 | 1–0 | —   | 2–2 | 3–1 | 4–1 |
| Sevilla C. F.             | 3–0 | 1–2 | 4–0 | 0–0 | 7–0 | 3–1 | 5–0 | 4–0 | 3–0 | 3–0 | 4–1 | 2–0 | 2–0 | —   | 4–0 | 4–1 |
| Valencia C. F.            | 3–1 | 1–0 | 0–1 | 4–2 | 6–0 | 1–1 | 4–0 | 2–1 | 4–1 | 4–2 | 4–1 | 2–1 | 1–1 | 3–0 | —   | 5–1 |
| Real Valladolid           | 4–0 | 2–4 | 3–1 | 1–0 | 4–2 | 3–0 | 4–1 | 2–0 | 3–0 | 4–1 | 3–0 | 2–2 | 1–0 | 3–1 | 1–1 | —   |

## Datos y estadísticas

### Máximos goleadores
El argentino nacionalizado español, Alfredo Di Stéfano logró su segundo Trofeo Pichichi como máximo anotador del campeonato, con 24 goles.
| Pos. | Jugador            | Equipo             | Goles | Part. | Prom. |
| ---- | ------------------ | ------------------ | ----- | ----- | ----- |
| 1    | Alfredo Di Stéfano | Real Madrid        | 24    | 30    | 0.8   |
| 2    | Mauro Rodríguez    | Atlético de Madrid | 23    | 28    | 0.82  |
| 3    | Adrián Escudero    | Celta de Vigo      | 21    | 29    | 0.72  |
| 4    | Jesús Domingo      | Real Valladolid    | 17    | 27    | 0.63  |
| 5    | Francisco Molina   | Atlético de Madrid | 16    | 27    | 0.59  |
| 6    | Héctor Rial        | Real Madrid        | 15    | 25    | 0.6   |
| 7    | Silvestre Igoa     | Real Sociedad      | 14    | 22    | 0.64  |
| 8    | Pahiño             | Deportivo          | 14    | 22    | 0.64  |
| 9    | Juan Arza          | Sevilla            | 14    | 23    | 0.61  |
| 10   | José Artetxe       | Atlético de Bilbao | 14    | 24    | 0.58  |
| 11   | László Kubala      | Real Madrid        | 14    | 25    | 0.56  |
| 12   | Eneko Arieta       | Atlético de Bilbao | 14    | 25    | 0.56  |
| 13   | Julián Arcas       | Espanyol           | 14    | 26    | 0.54  |
| 14   | Pepillo García     | Sevilla            | 13    | 30    | 0.43  |
| 15   | Miguel Echaniz     | Alavés             | 13    | 34    | 0.38  |